# Fila brasileiro
Il fila brasileiro è una razza canina di origine brasiliana (mastino brasiliano) dal forte temperamento e grande devozione al padrone.

## Storia
La storia del fila è legata con la storia brasiliana, in particolare ai primi colonizzatori nel Brasile. Il verbo "filar" in portoghese significa "bloccare", ed era appunto compito di questa razza di cani bloccare (più che attaccare o azzannare) gli schiavi in fuga dalle fattorie. Inoltre il fila brasileiro aveva le funzioni di cane da bestiame, cacciatore di giaguari, e di cane da protezione.
Ci sono alcune razze di base che hanno contribuito allo sviluppo del fila brasileiro.
Benché ogni cinologo sia concorde sul fatto che siano tre le razze di base che hanno contribuito allo sviluppo del fila brasileiro (l'engelsen doggen o bulldog, il mastiff  e i bloodhound antichi) alcuni fatti conducono ad un'altra teoria basata solamente sui documenti storici: si pensa che dopo la scoperta del Brasile nel 1500, i colonizzatori portoghesi venuti nel Brasile, portando tutto ciò che possedevano, portarono con loro anche i cani. Dalle isole Azzorre sono venuti i fila terceirense, dei predecessori che non hanno avuto niente in comune con il fila brasileiro, tranne il relativo nome. Non di meno, la possibilità di rapporto tra i cani importati dai portoghesi e dalle isole Azzorre non può essere scartata poiché non c'è prova di altri cani nelle colonie tranne di quelli portati dai conquistadores e di cani selvaggi. Si dice che tanti cani hanno lasciato le isole delle Azzorre e che il fila terceirense sia estinto.
Alcuni hanno ritenuto che il nome "fila" è venuto dal cane portoghese fila terceirense; "fila" significa "tenere" nella lingua portoghese antica e questa era la funzione principale del fila brasileiro, tenere gli schiavi (filar) che scappavano.
Dai cani antichi da lotta (l'engelsen doggen o bulldogs antico) ha acquistato il temperamento, così come la testardaggine, i colori, il posteriore più alto della groppa e la grande resistenza.
Dal mastiff hanno ereditato la grande testa pesante, la forte massa, il coraggio, la mascherina nera ed anche i colori di base.
Dal bloodhound il fila ha ricevuto la pelle allentata abbondante, il picco occipitale pronunciato, le labbra pendenti e le giogaie pendenti, le orecchie, l'odorato favoloso ed il senso d'orientamento in grandi spazi.
Forse il fila terceirense ha lasciato l'eredità "della coda curvata" e l'abilità nel condurre bestiami, ma è dura dire quanta influenza i portoghesi potrebbero avere.
L'origine del fila brasileiro è ancora molto oscura; ma si crede generalmente che sia il risultato del mastiff inglese, bloodhound, bulldog antico (denominato doggen engelsen), e del fila terceirense così come molti altri che hanno influenzato la razza di fila brasileiro.
Nel Regno Unito è vietato per legge tenere in casa quattro razze: Pitbull terrier, Japanese Tosa, Dogo argentino e Fila brasileiro (Dogs Act 1991).

## Aspetto
Ossatura potente, struttura rettangolare, compatto ma armonico e proporzionato. Aggiunta alla sua ponderosità è facile osservare una grande agilità. Le femmine devono mostrare una dimorfismo molto spiccato che le differenzia immediatamente dai maschi.

## Impieghi militari
Il centro brasiliano per la guerra nella giungla (CIGS), ha effettuato per l'esercito brasiliano una prova nel mezzo della giungla dell'Amazzonia. 
Il fila brasileiro è stato usato con successo da CIGS come cane da esercito nella giungla.
Un rapporto completo è stato steso sulle prestazioni, nelle stesse circostanze, su fila, dobermann e pastori tedeschi per cinque anni.
Ogni razza ha le relative proprie possibilità e temperamento inerenti con differenti reazioni una volta disposti nel mezzo di un ambiente ostile.
Dopo cinque anni di studio, le selezioni sono state fatte per cercare le caratteristiche che comprendevano un buon odorato, il coraggio, l'affidabilità, la velocità, la resistenza, alimentazione, rintracciando l'abilità e la buona adattabilità nella giungla. Il fila brasileiro è stato giudicato come il cane migliore per il lavoro della giungla. Il fila brasileiro inoltre viene utilizzato con successo nella polizia degli USA. Inoltre ha effettuato lavoro nelle prigioni di massima sicurezza, protezione,  perlustrazioni e rintracciamenti. Il fila presenta un gran vantaggio sopra il Bloodhound perché protegge il padrone.